# Richard Sukuta-Pasu
Richard „Richy“ Sukuta-Pasu (* 24. Juni 1990 in Wuppertal) ist ein deutscher Fußballspieler.

## Karriere

### Vereine
Sukuta-Pasus Mutter stammt aus Frankreich, der Vater aus dem Kongo. Sie leben seit den 1980er Jahren in Deutschland. Sukuta-Pasu kam in Wuppertal-Langerfeld zur Welt und meldete sich zunächst beim Fußballverein Grün-Weiß Wuppertal an.
Im Sommer 2000 entschied sich Sukuta-Pasu für einen Wechsel zum nahegelegenen Verein aus Leverkusen, nachdem Scouts von Bayer 04 Leverkusen den jungen Stürmer beim „adidas-Cup“ auf der Kurt-Rieß-Anlage in Leverkusen entdeckt hatten. Er durchlief etliche Jugendteams von Bayer 04 bis hin zur U-19-Mannschaft und wurde mit ihr 2007 deutscher A-Jugendmeister. Im Jahr 2008 stieß er zur zweiten Mannschaft, besaß aber auch einen Vertrag für die erste Liga bis 2011. Bei Bayer 04 absolvierte Sukuta-Pasu eine Ausbildung zum Sport- und Fitness-Kaufmann. Im Jahr 2008 wurde er mit der Fritz-Walter-Medaille in Bronze als bester Nachwuchsspieler in Deutschland hinter Sebastian Rudy und Toni Kroos ausgezeichnet. Am 16. August 2008 debütierte er in der zweiten Mannschaft von Bayer Leverkusen. Am 13. September 2008 kam er zum ersten Mal in der Fußball-Bundesliga beim Spiel gegen den Hamburger SV zum Einsatz. 
Im Januar 2010 wurde Sukuta-Pasu für anderthalb Jahre an den FC St. Pauli ausgeliehen. Bei seinem ersten Einsatz für den FC St. Pauli im Punktspiel bei Rot Weiss Ahlen am 16. Januar 2010 erzielte er 19 Sekunden nach seiner Einwechslung das Tor zum 2:0-Endstand in der 87. Minute.
Zur Saison 2011/12 wechselte Sukuta-Pasu zum 1. FC Kaiserslautern in die Bundesliga. Er unterschrieb einen bis zum 30. Juni 2015 gültigen Vertrag. Am ersten Spieltag gab er sein Debüt für den FCK im Spiel gegen Werder Bremen in der Startformation. Am Ende der Saison stieg Kaiserslautern als Tabellenletzter ab.
Für die Saison 2012/13 wurde Sukuta-Pasu an den österreichischen Erstligisten SK Sturm Graz verliehen, für den er 31 Ligaspiele absolvierte und 12 Tore erzielte. 2013 wurde er an den VfL Bochum verliehen.
Zur Saison 2014/15 wechselte er zu Cercle Brugge in die belgische Erstklassigkeit, wo er die Saison nach 25 Einsätzen und zwei Toren mit der Mannschaft lediglich auf dem 15. Tabellenrang, einem Relegationsplatz, beendete.
Nachdem das Team auch in der Relegation nicht gegen den Lierse SK bestehen konnte, verließ Sukuta-Pasu den Verein und wechselte Ende August 2015 zum deutschen Drittligisten Energie Cottbus. In 31 Ligaspielen erzielte er mit zehn Toren vereinsintern die meisten Treffer. Im Februar 2016 übernahm er innerhalb der Mannschaft von Uwe Möhrle das Amt des Mannschaftskapitäns.
Nach dem Abstieg in die Regionalliga wechselte Sukuta-Pasu im Sommer 2016 zum SV Sandhausen, wo er wieder zweitklassig spielte. Zur Saison 2018/19 wechselte Sukuta-Pasu in die 2. Bundesliga zum MSV Duisburg. Er erhielt einen Vertrag bis 2020.
Nach 14 Einsätzen (ein Tor) wechselte Sukuta-Pasu Anfang März 2019 nach Asien. Zunächst spielte er bei den Guangdong Southern Tigers in der zweiten chinesischen Liga. Dort beendete er seine einzige Spielzeit mit den Tigern auf dem elften Tabellenplatz. Im Januar 2020 unterschrieb er einen Vertrag beim südkoreanischen Zweitligisten Seoul E-Land. Nach der Saison wurde sein Vertrag nicht verlängert. Im April 2021 wechselte er nach Thailand. Hier nahm ihn der Police Tero FC unter Vertrag. Der Verein aus der thailändischen Hauptstadt Bangkok spielte in der ersten Liga des Landes, der Thai League. Am 23. August wurde sein Vertrag in Bangkok wieder aufgelöst.
Ab Oktober 2021 stand Sukuta-Pasu in Diensten des SV Meppen. Er unterschrieb einen Zweijahresvertrag.
Nach einer Vertragsauflösung im Juni 2022 wechselte er zur Saison 2022/23 zum Vejle BK in die dänische zweite Liga. Mit Vejle BK gelang im Jahr 2023 über die Aufstiegsrunden der Aufstieg in die Superliga. Er steuerte in 21 Zweitligapartien 7 Tore bei. In den Aufstiegsspielen zur 1. Liga, in welcher er 7 Partien bestritt, gelang ihm 1 Tor. Kurz nach Beginn der Erstligasaison 2023/24 verließ er den Klub.

### Nationalmannschaft

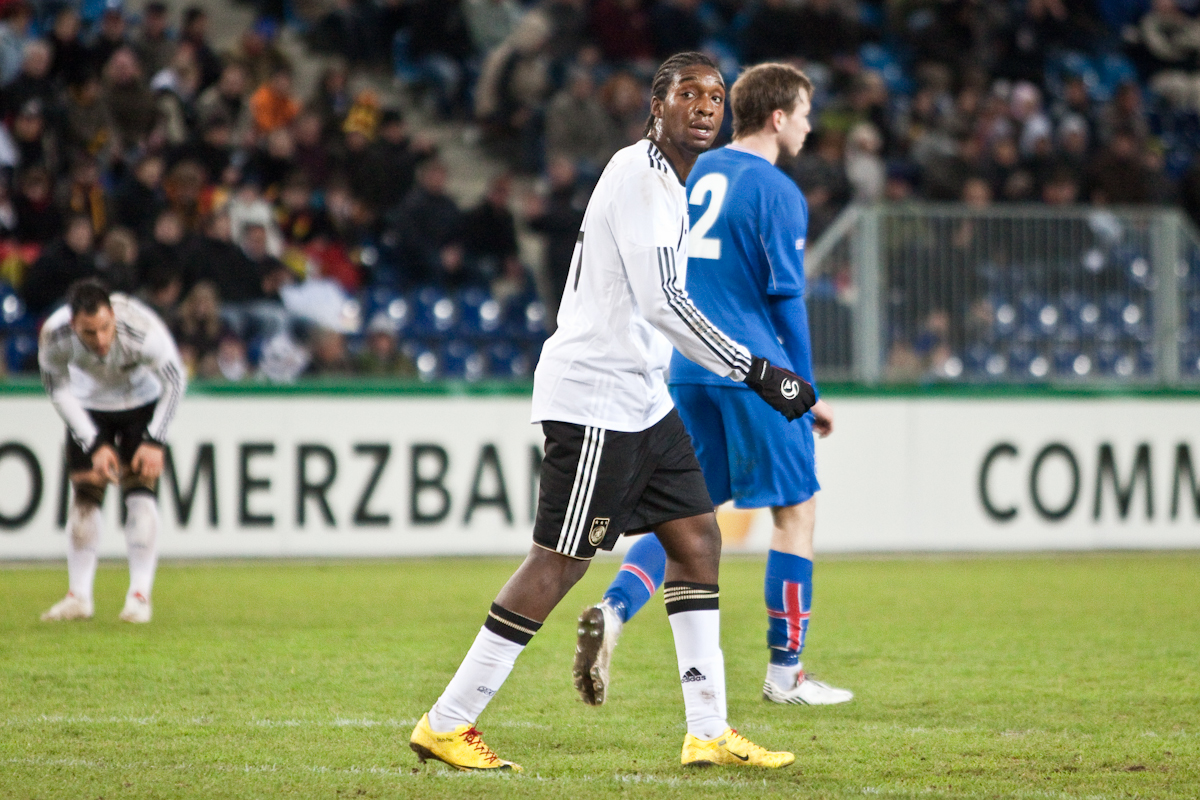
Sukuta-Pasu in einem U-21-Länderspiel

Sukuta-Pasu spielte seit der U-17 für Auswahlteams des DFB. 2007 nahm er mit der U-17-Abteilung an der U-17-EM in Belgien und der U-17-WM in Südkorea teil. Bei der Europameisterschaft in Belgien schoss er im Spiel um Platz 5 kurz vor Spielende das entscheidende Tor zum 3:2-Endstand gegen die Niederlande, was den Sieg und gleichzeitig die Qualifikation für die Weltmeisterschaft im gleichen Jahr in Südkorea bedeutete. Im Jahr 2008 nahm der Leverkusener als Jüngster und einziger 1990er Jahrgang seiner Mannschaft an der U-19-EM in Tschechien teil. Im zweiten Vorrundenspiel gegen Bulgarien verletzte sich Sukuta-Pasu jedoch am Sprunggelenk und fiel im letzten Gruppenspiel gegen Ungarn aus. Das Halbfinale gegen Tschechien konnte der Stürmer allerdings wieder bestreiten und schoss in der Verlängerung das 2:1-Siegtor für Deutschland. Auch am Finale gegen Italien nahm er teil und schoss in der 61. Minute das wegbereitende Tor zum 2:0. Am 19. August 2008 gab Sukuta-Pasu mit der Einwechslung in der 73. Minute für Ashkan Dejagah gegen Moldawien sein Debüt für Deutschlands U-21.

## Spielweise
Sukuta-Pasu vereint eine große körperliche Athletik und Robustheit, die durch seine Größe von 1,90 Metern und sein Gewicht von 80 Kilogramm begünstigt ist, mit guter Technik und enormer Schnelligkeit. Jürgen Gelsdorf, ehemaliger Jugendtrainer von Sukuta-Pasu bei Bayer 04 Leverkusen, beschrieb ihn als robusten Stürmer mit großem fußballerischen Talent.

## Erfolge

### Verein
- Deutscher A-Jugendmeister 2007 (Bayer Leverkusen)
- DFB-Junioren-Vereinspokalsieger 2008 (Bayer Leverkusen)

### Nationalmannschaft
- U-19-Europameister 2008